# Flettehøgda
Flettehøgda är en bergstopp i Antarktis. Den ligger i Östantarktis. Norge gör anspråk på området. Toppen på Flettehøgda är 282 meter över havet.
Terrängen runt Flettehøgda är huvudsakligen kuperad, men åt nordost är den platt.  Trakten är obefolkad. Det finns inga samhällen i närheten.